# Execução sumária

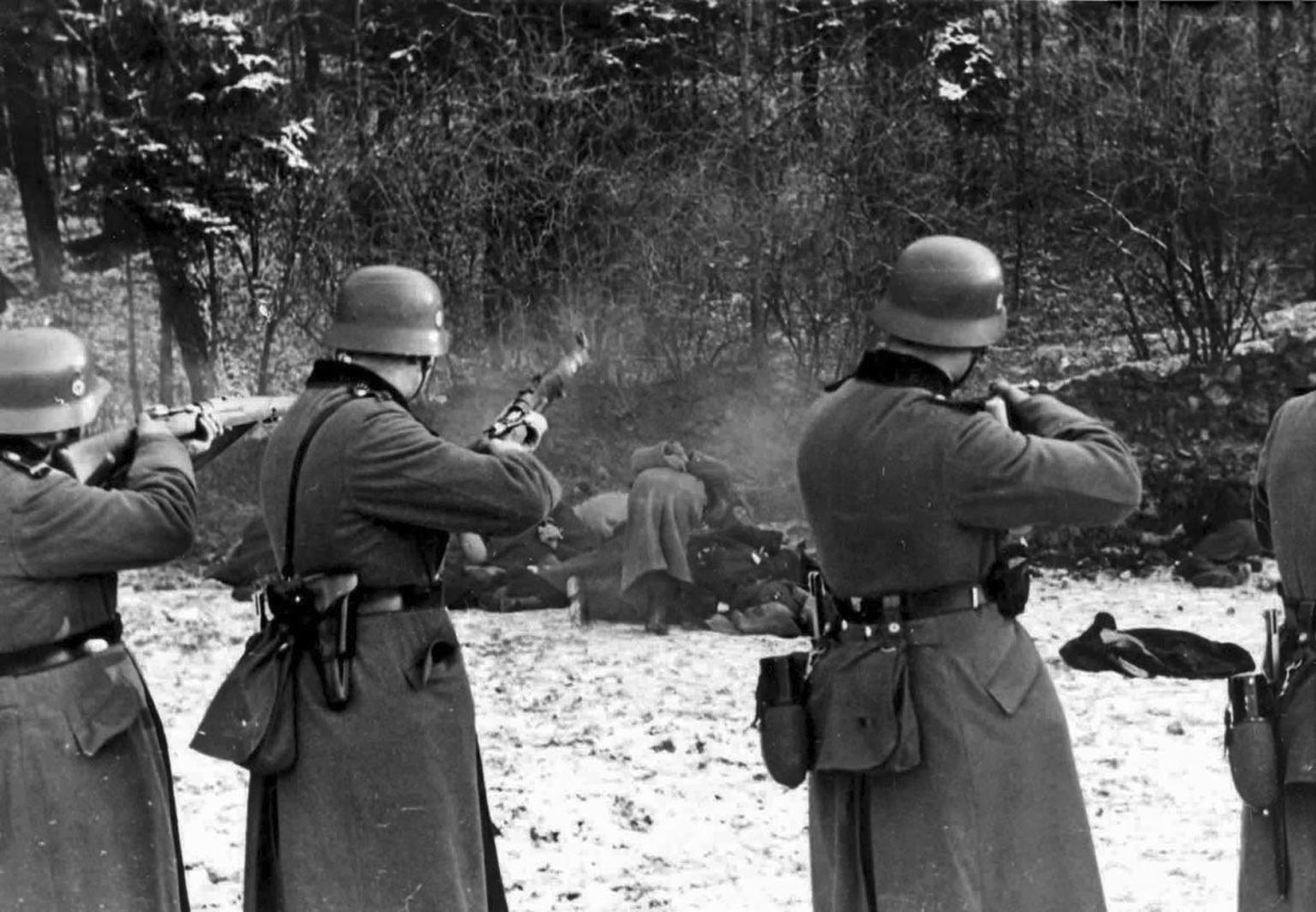
Execução sumária de 56 cidadãos poloneses em Bochnia, perto de Cracóvia, durante a ocupação alemã da Polônia, em 18 de dezembro de 1939, em represália a um ataque a um escritório de polícia alemão dois dias antes pela organização clandestina "Águia Branca".

Uma execução sumária é uma execução em que uma pessoa é acusada de um crime e imediatamente morta sem o benefício de um julgamento completo e justo. O termo geralmente se refere à captura, acusação e execução, todas conduzidas dentro de um período muito curto de tempo e sem qualquer julgamento. De acordo com o direito internacional, a recusa em aceitar a rendição legal em combate e, em vez disso, matar a pessoa que se rende também é categorizada como execução sumária (assim como assassinato).
As execuções sumárias têm sido praticadas por organizações policiais, militares e paramilitares e são frequentemente associadas à guerrilha, contrainsurgência, terrorismo e qualquer outra situação que envolva a quebra dos procedimentos normais para lidar com prisioneiros acusados, civis ou militares.